# Bilans obrotów wyrównawczych
Bilans obrotów wyrównawczych, określany również jako bilans obrotów dewizowych banku centralnego. Gromadzi środki banków centralnych przeznaczone na równoważenie bilansu płatniczego. Zawiera przede wszystkim zmiany stanu oficjalnych rezerw danego kraju w walutach wymienialnych, specjalnych prawach ciągnienia i złocie. Środki tu zgromadzone mogą być wykorzystane do regulacji kursu walutowego (w przypadku systemu kursów płynnych) lub do pokrycia deficytu bilansu płatniczego (w systemie kursów stałych). W  bilansie obrotów wyrównawczych uwzględnia się także kredyty MFW, zrestrukturyzowane zobowiązania i należności oraz zmiany stanu zaległości.